# 18596 Superbus
18596 Superbus è un asteroide della fascia principale. Scoperto nel 1998, presenta un'orbita caratterizzata da un semiasse maggiore pari a 2,3734437 UA e da un'eccentricità di 0,1167105, inclinata di 3,34909° rispetto all'eclittica.